# Fiat 605
Le Fiat 605 est un châssis pour camion léger civil lancé en 1926 par le constructeur italien Fiat V.I..
Fabriqué de 1926 à 1929, il sera utilisé pour deux modèles distincts :
- châssis cabine pour camion et dérivés par des carrossiers spécialisés,
- autobus pouvant accueillir 27 passagers.

Constitué d'un châssis traditionnel au format 4x2, il est équipé du moteur Fiat 112, un 6 cylindres essence de 3.446 cm3 de cylindrée développant 46 Ch à 2.400 tours par minute.
Cette motorisation sera complétée par la version 605S en 1927 pour les transports en commun.  
Un modèle similaire mais reposant sur le châssis de la Fiat 514, moins puissant et d'une charge totale plus faible était proposé sous le nom de Fiat 603
Avec la version 605S, Fiat Bus équipe ce modèle d'un moteur type 125, un puissant 6 cylindres en ligne essence développant 68,5 Ch à 3.200 tr/min. Sa capacité de transport sera homologuée pour 27 passagers assis. Il restera au catalogue jusqu'en fin d'année 1929, date à laquelle il sera remplacé par la Fiat 614.

## Les véhicules légers Fiat V.I. entre 1920 et 1930
| Modèle          | Type                                | Années de production | Type moteur | Cylindrée (cm3) | Puissance (Ch DIN) | Charge Utile (Tonnes) |
| --------------- | ----------------------------------- | -------------------- | ----------- | --------------- | ------------------ | --------------------- |
| Fiat 502F       | Fourgonnette, Châssis               | 1923 - 1926          | 101         | 1.460           | 23                 | 0,8                   |
| Fiat 503F       | Fourgonnette, Châssis               | 1926 - 1928          | 103         | 1.460           | 27                 | 0,8                   |
| Fiat 505F       | Fourgonnette, Châssis               | 1923 - 1926          | 105         | 2.297           | 33                 | 1,2                   |
| Fiat 507F       | Fourgonnette, Châssis               | 1927 - 1928          | 107         | 2.297           | 35                 | 1,5                   |
| Fiat 603 / 603F | Camion, Châssis, Autobus            | 1925 - 1929          | 107         | 2.297           | 35                 | 2,0                   |
| Fiat 603S       | Autobus                             | 1925 - 1926          | 112         | 3.446           | 46                 | 23 places             |
| Fiat 605        | Camion, Châssis, Autobus            | 1926 - 1929          | 112         | 3.446           | 46                 | 2,7                   |
| 605 S           | Autobus                             | 1927 - 1929          | 125         | 3.739           | 68,5               | 27 places             |
| Fiat 614        | Petit camion sur base 514 - Châssis | 1930 - 1934          | 114         | 1.438           | 28                 | 1,0                   |